# Écaussinnes
Écaussinneslà một đô thị ở tỉnh Hainaut. Tại thời điểm ngày 1 tháng 1 năm, 2006 Écaussinnes có dân số 9.924 người. Tổng diện tích là 34,77 km² với mật độ dân số là 285 người trên mỗi km².